# Matthias Rüb
Matthias Rüb (* 13. Juni 1962 in Zavelstein bei Calw) ist ein deutscher Journalist.

## Leben
Rüb wuchs in Baden-Württemberg auf und studierte in Berlin und Paris Philosophie, Evangelische Theologie, Politik und Geschichte. Neben dem Studium arbeitete er als Übersetzer und Literaturkritiker für Zeitungen, Zeitschriften und Rundfunk. Im 1989 begann er als Hospitant im Feuilleton der Frankfurter Allgemeinen Zeitung und wurde im selben Jahr Redakteur im Literaturblatt. Nach einer Zwischenstation 1992 bei der Wochenendbeilage „Bilder und Zeiten“ wechselte Rüb 1993 in die politische Nachrichtenredaktion. Ab 1994 war er als Südosteuropa-Korrespondent in Budapest tätig, 2002 wechselte er nach Washington für elf Jahre als Korrespondent für die Vereinigten Staaten, Kanada, Mexiko und die Karibik. Von August 2013 bis Januar 2018 berichtete er von São Paulo aus für den lateinamerikanischen Kontinent. Seitdem arbeitet er von Rom aus als Korrespondent für Italien, den Vatikan, Albanien und Malta.

## Der atlantische Graben, 2004
In seiner Veröffentlichung von 2004, mit dem Untertitel Amerika und Europa auf getrennten Wegen, stellte er dar, dass Europa und die USA sich immer weiter auseinanderlebten. Die meisten Europäer teilten nach dem Irakkrieg die Auffassung von UNO-Generalsekretär Kofi Annan, dass, wer Legitimität beanspruche, diese auch selbst verkörpern müsse. „Wer internationales Recht implementiert, muss sich dem auch unterwerfen.“ George Bush und seine neokonservativen „Hintermänner“ hätten dies versäumt und die Anschläge auf die Twin-Tower genutzt, um Amerikas weltpolitische Stellung zu stärken, wobei sie sie allein an Macht, nicht an Moralpolitik orientiert hätten. Demgegenüber, so der Rezensent der  Deutschen Welle, Marc Christoph Wagner, befasse sich Rüb mehr mit langfristigen Entwicklungen. Wer wie die USA im Krieg einen Katalysator des Fortschritts, der Demokratie und der Freiheit sehe, werde nicht über Nacht zum Abrüstungsfanatiker. Ein solcher Blickwinkel, so der Rezensent, stellt den „moralischen Hochmut“ vieler Europäer gegenüber den Amerikanern in ein neues Licht.

## Buchveröffentlichungen (Auswahl)
- Balkan-Transit. Das Erbe Jugoslawiens (1998).
- Kosovo. Ursachen und Folgen eines Krieges in Europa (1999).
- Flucht in die Zukunft. Bosnien nach dem Krieg (2001).
- Der atlantische Graben. Amerika und Europa auf getrennten Wegen (2004).
- Che Guevara. 100 Seiten. Reclam, Ditzingen 2017, ISBN 978-3-15-020429-0.

## Ehrungen und Auszeichnungen
- 2001 Rudolf-Vogel-Medaille der Südosteuropa-Gesellschaft[4]
- 2004 Kennan-Preis für Besten Kommentar on U.S.-German Relations[5]